# Mésa Yitoniá
Mésa Geitoniá (grec moderne : Μέσα Γειτονιά) est une municipalité de Chypre ayant en 2001 13 565 habitants.